# Russkaia jizn
Russkaia jizn (în rusă Русская жизнь, în traducere „Viața rusă”) a fost o revistă literară și social-politică, publicată din aprilie 2007 până în iunie 2009, în orașul Moscova. În perioada octombrie 2012-martie 2013 revista a existat doar ca o publicație online.
Fondatorul și președintele consiliului redacțional al revistei a fost Nikolai Levicev, iar redactor-șef Dmitri Olșceanski. În paginile revistei au colaborat autori prestigioși precum Aleksandr Hramcihin, Denis Gorelov, Dmitri Bîkov, Dmitri Gubin, Zahar Prilepin, Maksim Kantor, Oleg Kașin, Tatiana Tolstaia.
Secțiunile permanent ale revistei (incluse în componența revistei de la primul până la ultimul număr): Actualități, Trecut, Gânduri, Imagini, Persoane, Filistinism, Artă. Alte secțiuni: Armata, Biserica, Familia. 
La 17 iunie 2009 a apărut numărul 50 al revistei. Revista și-a încetat apariția din motive financiare.
În octombrie 2012 revista Russkaia jizn a început să fie publicată din nou, dar de această dată doar ca publicație on-line.
„Opinii diferite, fără partizanat, artă de dragul artei, literatură pură.”—redactor-șef Aleksandr Timofeevski
La 14 martie 2013, revista a fost închisă exclusiv din motive financiare, după cum a afirmat directorul general al grupului media «Событие», Igor Malțev.